# Český znakový jazyk
Český znakový jazyk (ČZJ) je znakovým jazykem neslyšících lidí žijících v České republice. Podle všeho se objevil v době první české školy pro neslyšící (Ústavu pro hluchoněmé v Praze), který vznikl v roce 1786 jako pátý v Evropě, 16 let po vzniku první školy pro neslyšící žáky v Paříži. I z tohoto důvodu se uvádí, že patří do francouzské rodiny znakových jazyků. Jeho současná podoba je však odlišná od dalších národních znakových jazyků v Evropě i ve světě. I přesto mají však znakové jazyky z celého světa významné společné rysy, které umožňují mluvčím těchto jazyků se spolu vzájemně dorozumět alespoň na základní úrovni. 
Standard ISO 639-3 má pro český znakový jazyk kód „cse“.